# Dyomyx ocellata
Dyomyx ocellata är en fjärilsart som beskrevs av Walker 1867. Dyomyx ocellata ingår i släktet Dyomyx och familjen nattflyn. Inga underarter finns listade i Catalogue of Life.